# Ciovnova, Volodarsk-Volînskîi
Ciovnova (în ucraineană Човнова) este un sat în comuna Zubrînka din raionul Volodarsk-Volînskîi, regiunea Jîtomîr, Ucraina.

## Demografie
Componența lingvistică a localității Ciovnova
     Ucraineană (98,82%)
     Rusă (1,18%)
Conform recensământului din 2001, majoritatea populației localității Ciovnova era vorbitoare de ucraineană (98,82%), existând în minoritate și vorbitori de rusă (1,18%).